# Didolića dvori u Selcima
Didolića dvori sklop građevina u mjestu Selcima na Braču.
Smješten je u središtu mjesta sjeveroistočno od crkve Krista kralja. Sklop je podigla istaknuta selačka obitelj Didolić u drugoj pol. 19. st. i bio je središte kulturnog i političkog života u doba Narodnog preporoda u Dalmaciji. Pred glavnom zgradom proteže s prostrani vrt sa zgradama gospodarske namjene. Monumentalna kamena dvokatnica L oblika zidana je pravilnim kvaderima, a na terasi je sačuvana kruna bunara s grbom Trojedne kraljevine. Kuća je stradala 1943. u paljenju Selaca.

## Zaštita
Pod oznakom Z-5584 zavedeni su kao nepokretno kulturno dobro - kulturno-povijesna cjelina, pravna statusa zaštićena kulturnog dobra, klasificirano kao "urbana cjelina".